# Francisco Belmonte Ortiz
Francisco Belmonte Ortiz, más conocido como Paco Belmonte (Murcia, 12 de enero de 1977), es un periodista, empresario, director deportivo actualmente el presidente y máximo mandatario del FC Cartagena, equipo que milita en la Liga Hypermotion, segunda categoría del fútbol español.

## Biografía
El periodista murciano, trabajó en el periódico La Verdad, realizó programas televisivos deportivos en Canal 6 y en la radio de Vocento. En 2008, decidió dar el salto como director general de un equipo de fútbol y se fue al otro lado de la noticia. 
Se convirtió en director deportivo de Club de Fútbol Atlético Ciudad y Sangonera Atlético CF, en Segunda división B, pero más tarde, estos clubes desaparecieron por falta de presupuesto y de inversores. 
Tras abandonar el Atlético Ciudad en 2010 se convirtió en asesor del Sheffield United Football Club inglés y al Ferencvárosi Torna Club húngaro.
En la temporada 2010-11 se convirtió en director deportivo del CD Leganés, donde estuvo dos temporadas.
En abril de 2015, llega al FC Cartagena como cabeza principal de una sociedad inversora para llegar a un acuerdo con Sporto Gol Man, que cede la gestión del club al periodista murciano (a cambio de asumir la deuda de 4 millones de euros), quien representa a un grupo inversor madrileño, acuerdo que queda supeditado a que el equipo se mantenga en Segunda División B.
Actualmente, propietario del F.C. Cartagena.